# Crayton Philo Holcomb
Crayton Philo Holcomb (Granby, Connecticut, 24 de enero de 1830-islas San Matías, 6 de mayo de 1885) fue un  marino y comerciante estadounidense establecido en las islas Carolinas.

## Biografía
Holcomb nació en el pueblo de Granby, en Connecticut, el 24 de enero de 1830. Se embarcó como marino en un barco ballenero en 1850, pasando los siguientes años navegando por el océano Pacífico. Más tarde se involucró en el comercio con China, hizo de Hong Kong su puerto de origen y navegó hasta Melanesia comerciando con nácar, herramientas y otros productos.
Desde 1873 se estableció en la isla de Yap, en las islas Carolinas, creando una estación comercial en la isla y otra menor en Palau. Dos años más tarde, en 1875, se casó con una chamorra originaria de la isla de Guam de nombre Bartola Garrido y Taisague, a quien Holcomb había rescatado en abril del mismo año de manos de los nativos de Palau, donde la goleta en la que ella viajaba había encallado. Instalados en Yap, ambos enviaron a las autoridades españolas de Filipinas varias peticiones de intervención en las Carolinas, respaldadas con las firmas de otros comerciantes allí instalados. En octubre de 1894, Holcomb llevó en persona en su bergantín Bartola a Manila una petición firmada el 29 de septiembre de 1884 por él mismo, Bartola Garrido y una serie de comerciantes y nativos de Yap, en la que solicitaban la protección de España contra las prácticas agresivas del irlandés David O'Keefe, otro comerciante de la isla que había sido apoyado por el comandante del barco británico Spielge, mandado a Yap por el gobernador de la colonia británica de Hong Kong. La petición finalmente llegó a la capital de España, donde se decretó la real orden de 22 de enero de 1885 por la que se instó al gobernador general de Filipinas a preparar la ocupación efectiva de las Carolinas.
Holcomb murió el 6 de mayo de 1885 asesinado por los nativos de isla Tench del grupo de San Matías, al norte del archipiélago de Bismarck, donde había arribado a bordo del Bartola con un grupo de yapeses para obtener un cargamento de nácar. Tanto él como su esposa jugaron un papel destacado en la colonización española de Carolinas, consiguiendo el apoyo de los yapeses y facilitando el establecimiento de la administración colonial en Yap. Tras la muerte de Holcomb, Bartola Garrido continuó actuando como intermediario entre los nativos y sus administradores españoles. En reconocimiento a su ayuda el gobierno de España le concedió el título de doña, se la nombró intérprete oficial del gobernador y se le concedió una pensión vitalicia de 600 pesos.